# Ophiopteron alatum
Ophiopteron alatum är en ormstjärneart som beskrevs av A.H. Clark 1917. Ophiopteron alatum ingår i släktet Ophiopteron och familjen Ophiothrichidae. Inga underarter finns listade i Catalogue of Life.